# 七公一
武仙座42，又名BD+49 2531，HD 150450、SAO 46210、HR 6200，是武仙座的一颗恒星，视星等为4.9，位于銀經75.61，銀緯41.58，其B1900.0坐标为赤經16h 36m 1.9s，赤緯+49° 41.58′ 26″。